# Ziegelstadl (Burghausen)
Ziegelstadl ist ein Gemeindeteil der Stadt Burghausen im Landkreis Altötting in Oberbayern. Die Einöde mit zwei Wohngebäuden liegt auf der Gemarkung Raitenhaslach. Sie grenzt an Kuglstadl in Burgkirchen an der Alz.

## Geschichte
Die Siedlung war in der Bayerischen Uraufnahme als Ziegelstadel verzeichnet. Am 17. Oktober 2011 wurde der Name „Ziegelstadl“ für einen Gemeindeteil der Stadt Burghausen vom Landratsamt Altötting durch einen Bescheid erteilt.